# Бранислав Секулић
Бранислав-Бане Секулић (Београд, 29. октобар 1906 — Берн, 24. септембар 1968) био је један од најбољих југословенских фудбалера између два рата, истакнути тренер и педагог.

## Каријера
Почео је да игра у београдским клубовима Јавор, Душановац, Карађорђе и Соко као играч подмлатка, да би већ 1921. са братом Драгутином заиграо за први тим Душановца - са свега 15 година. Обојица су играли и у Карађорђу (Бане као центарфор) и освојили првенство другог београдског разреда.
После Сокола, прелази у београдску СК Југославију у чијем подмлатку су већ играли браћа „Моша“ и Никола Марјановић, „Баја“ Драгићевић, „Чича“ Лубурић и Дача Ђурић. Са овим играчима доживео је пуну играчку афирмацију и у дресу СК Југославије одиграо је 156 утакмица и постигао 110 голова. Као одличан техничар и добар стрелац, посебно се истакао у првенству 1924. и 1925. кад је СК Југославија освојила две једине титуле првака државе. Играо је на месту центарфора, леве полутке а најчешће као лево крило.
Уз 28 утакмица за репрезентацију Београда и две за „Б“ екипу Југославије (1934 — 1937), за који је постигао један гол, одиграо је и 17 утакмица за најбољу селекцију Југославије и постигао осам голова. Дебитовао је 4. новембра 1925. у пријатељској утакмици против Италије (1:2) у Падови, а последњу утакмицу одиграо је такође у пријатељској утакмици 13. децембра 1936. против Француске (0:1) у Паризу.
Бранио је боје Југославије на првом Светском првенству 1930. у Уругвају, а 26. августа 1934. против Пољске (4:1) у Београду постигао је три гола.
Кад је јула 1926. напустио Југославију, био је међу првим југословенским фудбалерима који су као професионалци играли у иностранству. У Француској је играо за Монпеље и Франсе, и на куп утакмици Монпеље - САП (11:0) постигао девет голова. Играо је и у Швајцарској за циришки Грасхопер и женевску екипу Ураниа.
Вративши се у Југославију, у сезони 1935/1936. поново је играо за београдску СК Југославију, затим је прешао у Јединство у коме је 1937. године завршио каријеру.
Током Другог светског рата био је у заробљеништву, а после рата се истакао као одличан тренер и педагог. Био је тренер београдске Црвене звезде, новосадске Војводине, суботичког Спартака, Пролетера из Зрењанина и Јединства из Старе Пазове, а кад је 1957. напустио Југославију, био је тренер у Фрибургу (1961), Лијежу (1962 — 1963), у Аустрији (1965 — 1966) и 1967. поново у Фрибургу (Швајцарска).
У периоду 1958 — 1960. био је тренер репрезентације Швајцарске.
После вишемесечне болести умро је у Градској болници у Берну, а сахрањен је у месту Белфо крај Фрибурга.

## Трофеји

### СК Југославија
- Првенство (2): 1924. и 1925.